# 俑

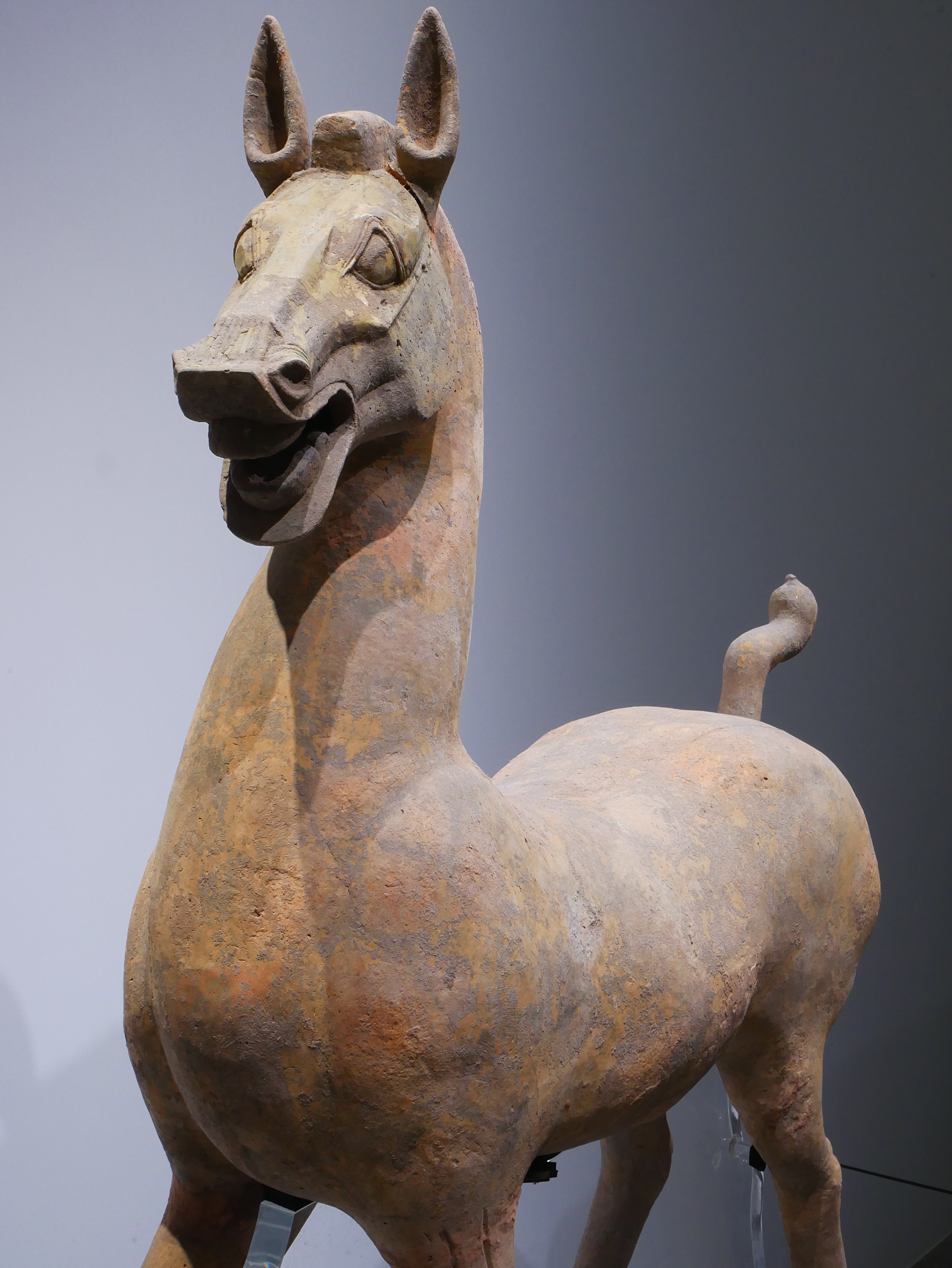
東漢陶馬俑

俑是一种小型的立體雕塑，可以用來代表人、神或动物。製作俑的材料多種多樣，其中有黏土、陶、金属、木材、玻璃以及塑料或树脂。陶製成的俑則稱為陶俑。在中国，新石器时代就已出現俑。 